# Czerwone gitary
Czerwone gitary (пол. Czerwone gitary — Красные гитары, произносятся как Чэрвонэ гитары) — польская рок-группа. Основана в 1965 году в Гданьске. Во второй половине 1960-х группа была одной из самых известных в странах Восточного блока.

## История
Группа была основана 3 января 1965 года в Гданьске Ежи Косселей (Jerzy Kossela) и Хенриком Зомерским (Henryk Zomerski), позже к ним присоединились Бернард Дорновский (Bernard Dornowski), Кшиштоф Кленчон (Krzysztof Klenczon) и Ежи Скшипчик (Jerzy Skrzypczyk). В этом составе они записали свою первую пластинку. На ней были записаны четыре песни: «Bo ty się boisz myszy» («Потому что ты боишься мышей»), «Такая, как ты», «Считай до ста» и «Плюшевые мишки». Они назвали себя «Czerwone gitary» («Красные гитары») — потому что играли на красных гитарах. С ними вместе выступал с так называемым «своим окошком» в их программе Северин Краевский (Seweryn Krajewski).
В апреле 1965 года они впервые сделали запись для Польского радио, а осенью отправились в первое концертное турне под лозунгом: «Мы играем и поём громче всех в Польше». В декабре из группы ушёл Зомерский и его место занял Краевский. Таким составом в конце 1966 года музыканты записали первый альбом To właśnie my («Это именно мы»). Первый тираж пластинки достиг 160 тысяч экземпляров. Однако в марте 1967 года группу покинул её музыкальный руководитель — Ежи Косселя. Его место занял Кленчон.
В мае группа записала новый альбом, названный Czerwone gitary 2. Альбом разошёлся огромным, для Польши, тиражом в 240 тысяч экземпляров.
В 1968 году группа выпустила альбом Czerwone gitary 3, разошедшийся тиражом в 220 тысяч экземпляров.
В январе 1969 года во Франции, в Каннах, группе вручили награду Мидем в виде мраморной пластинки, как приз за самое большое количество проданных в их собственной стране пластинок. Такой же приз получила на этом фестивале и группа The Beatles.
Однако вскоре группу из-за творческих разногласий покинул Кшиштоф Кленчон. Краевский, Дорновский и Скшипчик продолжили выступления втроём. В 1970 году к ним присоединился Доминик Конрад. В том же году вышел альбом Na fujarce («На флейте»), который некоторые музыкальные критики считают лучшим в истории группы.
В 1971 году вышел альбом Spokój serca («Спокойствие сердца»). На музыкальном фестивале в Ополе песня «Płoną góry, płoną lasy» («Пламенеют горы, пламенеют леса») завоевала приз зрительских симпатий. «Чэрвонэ гитары» успешно гастролировали в СССР и ГДР.
В 1974 году вышел альбом Rytm Ziemi («Ритм Земли»).
В 1976 году вышли два альбома Dzień jeden w roku («Единственный день в году») и Port piratów («Порт пиратов»).
В 1977 году группа с успехом выступила на музыкальном фестивале Интервидение 1977 в Сопоте с песнями «Niebo z moich stron» («Небо в моих краях») и «Nie spoczniemy» («Не успокоимся»), которые стали очень популярными во всём мире.
В 1978 году в ГДР вышел немецкоязычный альбом Rote Gitarren, группа с успехом выступила на немецком телевидении.
В 1980-х годах группа распалась. Северин Краевский занялся сольной карьерой, а также начал сотрудничать с другими исполнителями. 7 апреля 1981 года в Чикаго в автокатастрофе погиб Кшиштоф Кленчон.

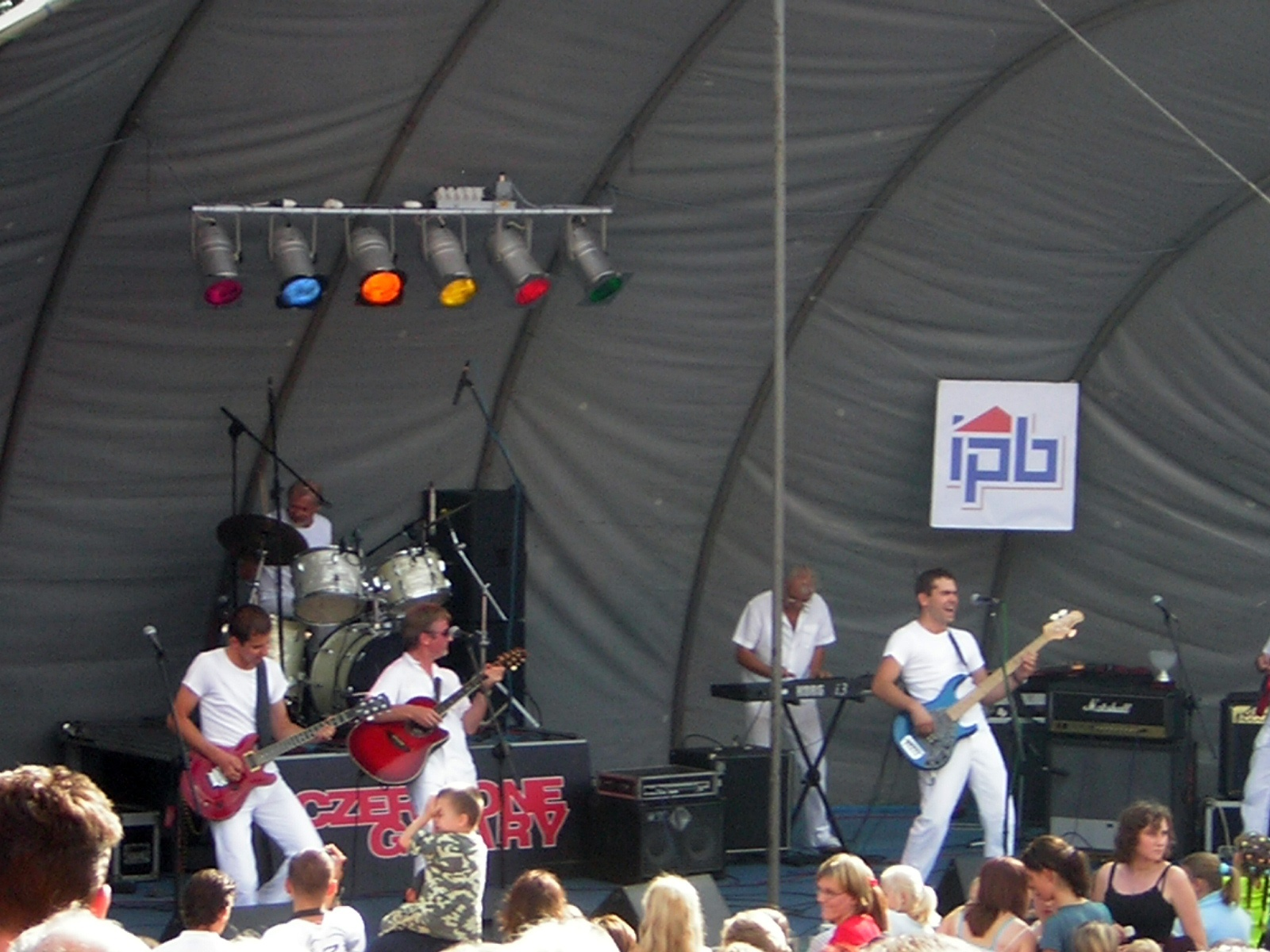

В 1991 году в связи с 25-летним юбилеем группа, в составе которой Северин Краевский, Бернард Дорновский, Ежи Скшипчик и Ежи Косселя, воссоединилась и гастролировала с юбилейными концертами по Польше.
В 1995 году выпущен альбом Koniec («Конец»), Северин Краевский хотел распустить группу, но остальные участники были против, и в 1997 году Краевский покинул группу.
В 2005 году была издана книга музыковеда Марека Гашинского «Czerwone Gitary. Nie spoczniemy…», посвящённая творчеству группы.

## Дискография

### Студийные альбомы
- 1966 — To właśnie my
- 1967 — Czerwone Gitary (2)
- 1968 — Czerwone Gitary (3)
- 1970 — Na fujarce
- 1970 — Warszawa  (альбом был записан и издан в ГДР)
- 1971 — Spokój serca
- 1971 — Consuela (альбом был записан и издан в ГДР)
- 1974 — Rytm Ziemi
- 1976 — Dzień jeden w roku
- 1977 — Port piratów
- 1978 — Rote Gitarren (альбом был записан и издан в ГДР)
- 1999 — …jeszcze gra muzyka
- 2005 — O.K. (золотой диск)
- 2009 — Herz verschenkt (альбом был записан и издан в Германии)
- 2015 — Jeszcze raz
- 2015 —  Symfonicznie[2]